# Зеферхилс-Норт (Флорида)
Зеферхиллс-Норт (англ. Zephyrhills North) — статистически обособленная местность, расположенная в округе Паско (штат Флорида, США) с населением в 2544 человека по статистическим данным переписи 2000 года.

## География
По данным Бюро переписи населения США статистически обособленная местность Зеферхиллс-Норт имеет общую площадь в 2,85 квадратных километров, водных ресурсов в черте населённого пункта не имеется.

## Демография
| Год переписи        | Нас. |  | %±    |
| ------------------- | ---- |  | ----- |
| 1980                | 1710 |  | —     |
| 1990                | 2320 |  | 35,7% |
| 2000                | 2544 |  | 9,7%  |
| 1980–2000 Источник: |      |  |       |

По данным переписи населения 2000 года в Зеферхиллс-Норт проживало 2544 человека, 842 семьи, насчитывалось 1298 домашних хозяйств и 1889 жилых домов. Средняя плотность населения составляла около 892,63 человека на один квадратный километр. Расовый состав населённого пункта распределился следующим образом: 94,34 % белых, 1,14 % — чёрных или афроамериканцев, 0,67 % — коренных американцев, 1,38 % — азиатов, 0,04 % — выходцев с тихоокеанских островов, 1,38 % — представителей смешанных рас, 1,06 % — других народностей. Испаноговорящие составили 3,30 % от всех жителей статистически обособленной местности.
Из 1298 домашних хозяйств в 13,1 % воспитывали детей в возрасте до 18 лет, 54,7 % представляли собой совместно проживающие супружеские пары, в 8,8 % семей женщины проживали без мужей, 35,1 % не имели семей. 31,0 % от общего числа семей на момент переписи жили самостоятельно, при этом 22,0 % составили одинокие пожилые люди в возрасте 65 лет и старше. Средний размер домашнего хозяйства составил 1,96 человек, а средний размер семьи — 2,37 человек.
Население статистически обособленной местности по возрастному диапазону по данным переписи 2000 года распределилось следующим образом: 12,9 % — жители младше 18 лет, 4,8 % — между 18 и 24 годами, 14,6 % — от 25 до 44 лет, 20,3 % — от 45 до 64 лет и 47,4 % — в возрасте 65 лет и старше. Средний возраст жителей составил 64 года. На каждые 100 женщин в Зеферхиллс-Норт приходилось 81,5 мужчин, при этом на каждые сто женщин 18 лет и старше приходилось 79,1 мужчин также старше 18 лет.
Средний доход на одно домашнее хозяйство статистически обособленной местности составил 29 462 доллара США, а средний доход на одну семью — 32 897 долларов. При этом мужчины имели средний доход в 28 214 долларов США в год против 20 529 долларов среднегодового дохода у женщин. Доход на душу населения статистически обособленной местности составил 29 462 доллара в год. 6,6 % от всего числа семей в населённом пункте и 10,7 % от всей численности населения находилось на момент переписи населения за чертой бедности, при этом 24,2 % из них были моложе 18 лет и 5,3 % — в возрасте 65 лет и старше.